# Tropiduchus fuscatus
Tropiduchus fuscatus är en insektsart som beskrevs av Melichar 1914. Tropiduchus fuscatus ingår i släktet Tropiduchus och familjen Tropiduchidae. Inga underarter finns listade i Catalogue of Life.